# Rubyrock Lake Park
Rubyrock Lake Park är en park i Kanada.   Den ligger i provinsen British Columbia, i den centrala delen av landet, 3 600 km väster om huvudstaden Ottawa. Rubyrock Lake Park ligger 1 248 meter över havet. Den ligger vid sjön Rubyrock Lake.
Terrängen runt Rubyrock Lake Park är huvudsakligen kuperad, men österut är den bergig. Rubyrock Lake Park ligger uppe på en höjd. Trakten runt Rubyrock Lake Park är nära nog obefolkad, med mindre än två invånare per kvadratkilometer.. Det finns inga samhällen i närheten. 
I omgivningarna runt Rubyrock Lake Park växer i huvudsak barrskog.